# 디텐션 (2011년 영화)
《디텐션》(영어: Detention)은 2011년 공개된 미국의 블랙 코미디 슬래셔 영화이다.

## 줄거리
영화 속 악한에서 이름을 따온 모방범인 연쇄 살인마 신데헬라가 그리즐리 레이크 고등학교 학생들을 먹잇감으로 삼는다. 교장은 평소 불만이 가득했던 부적응자 학생들 중 한 명이 진범이라 생각하고 자살 충동에 시달리는 라일리, 자기도취적인 아이오니, 힙스터 클랩턴, 너드 샌더 등을 프롬날 밤 10시까지 한 방에 붙잡아 두고 힘을 합쳐 진범을 가려내도록 강요한다. 곧 이들은 학교의 박제된 곰 마스코트가 타임 머신이며 1992년의 세상이 멸망하기 직전이라는 걸 알게 되자 이 곰을 타고 1992년으로 간다.

## 출연진
- 조시 허처슨
- 섄리 캐즈웰
- 스펜서 로크
- 에런 데이비드 존슨
- 월터 페레스
- 데인 쿡
- 파커 배글리
- 린지 모건
- 조너선 “덤파운디드” 박
- 마키 리처드슨
- 윌 월리스
- 론 제러미
- 리처드 브레이크
- 퍼시 대그스
- 제임스 블랙
- 제시 하이먼